# Малое Малинское
 Малое Малинское  — деревня в Сандовском районе Тверской области.

## География
Находится в северо-восточной части Тверской области на расстоянии приблизительно 15 км по прямой на юг-юго-запад от районного центра поселка Сандово.

## История
Деревня была отмечена уже на карте 1825 года. В 1859 году здесь (деревня Весьегонского уезда Тверской губернии) было учтено 7 дворов , в 1978 – 33. До 2020 года входила в состав ныне упразднённого Большемалинского сельского поселения

## Население
Численность населения: 50 человек (1859 год) , 33 (русские 100%) в 2002 году, 27 в 2010.